# Gaston Rébuffat
Gaston Rébuffat (Marselha, 7 de maio de 1921 — Paris, 1 de junho de 1985) foi um alpinista francês, membro da expedição francesa ao Annapurna.

## Biografia
Gaston R. descobre escalada nas calanques da sua terra natal e aos 16 anos inscreve-se no  Clube alpino francês (CAF) onde descobre a alta montanha e descobre os Alpes e Maciço do Monte Branco.
Durante anos, enquanto habitava Marselha, sonhei com ascensões. Cada inverno, esperava com impaciência o mês de Julho. Enfim, era o momento de partir por Ailefroide, no Maciço dos Écrins, ou Chamonix, na Alta Saboia. Passava uns dias nos cumes, e depois, precisava de esperar mais um ano. Então, um dia, decidindo de viver na montanha, tornei-me guia  .
Em 1940 consegue entrar na Companhia dos guias de Chamonix (CGC) - pois nessa altura era preciso ter nascido no Vale de Chamonix para ser admitido -  e aos 21 anos obtém o diploma  - quando a idade exigida "era" de 24 anos - e torna-se instrutor da 'Escola nacional de Alpinismo' assim como da 'Escola militar da alta montanha. Em 1945 integra a CGC e é o terceiro "estrangeiro" da companhia depois dos nomes prestigiosos de Roger Frison-Roche e Édouard Frendo.
Em 1958 toma parte no filme da Walt Disney, Third Man on the Mountain, como realizador da equipa montanha.

## Alpinista
Algumas da múltiplas ascensões efectuadas por Gaston Rébuffat
- Primeira ascensão da aresta Sudoeste integral de l'aiguille des Pélerins (1943)
- Segunda ascensão do esporão Frendo na l'Aiguille du Midi (1943)
- Primeira ascensão da aresta Este do pico de Roc (1944)
- Primeira ascensão da face Nord-Ouest do Grand Pic ode Belledonne (1944)
- Segunda ascensão do esporão Walker nas Grandes Jorasses (1945)
- Primeira ascensão da face Nord do Dente do Requin (1945)
- Quarta ascensão do esporão Croz nas Grandes Jorasses (1947)
- Primeira ascensão de la face Sud de l'Aiguille du Midi (1956)

Com Lionel Terray, Maurice Herzog, Louis Lachenal, Marcel Ichac (como cineasta), Marcel Schatz, Jacques Oudot e Francis de Noyelle, entre outros, participa na primeira ascensão do Annapurna em 1950, que lhe ficou gravado para a vida por não terem podido atingir o cume, pois com Lionel Terray tiveram de socorrer  Lachenal et Herzog. Esta conquista, que não foi uma, foi muito penosa para a equipa pois que mesmo se em conjunto receberam o Prémio Guy Wildenstein, só M. Herzog é que teve autorização de descrever a expedição, e segundo os outros o Annapurna premier 8000 de Maurice Herzog não é fiel à verdade.

## Escritor
Não sendo um bom esquiador, preferia escrever quando não estava na montanha como o demonstra as obras que publicou
- La piste des cimes, Éditions Spes, 1961.
- Calanques, avec Gabriel-M. Ollive, Arthaud, Collection Belles Pages.[3]
- L'apprenti montagnard, Éditions Vasco, Collection Grands Vents
- Étoiles et tempêtes, Éditions Arthaud, 1954.
- Un guide raconte..., Éditions Hachette, 1964
- Du Mont-Blanc à l'Himalaya, Éditions Arthaud, Collection Belles Pages.
- Glace, Neige et Roc, Éditions Hachette
- Mont-Blanc, jardin féerique, Éditions Guérin, onde descreve e transmite a sua paixão pela Montanha e pelo maciço do Monte Blanc em particular
- Cervin, cime exemplaire
- Cervin, Belle époque, Édition Grand Vents, 1983
- La Montagne est mon domaine, Éditions Hoëbeke, collection Retour à la montagne 1994
- Le massif du Mont-Blanc - Les 100 plus belles courses, Éditions Denoël, 1973[3]
- Le Massif des Écrins - Les 100 plus belles courses, Denoël
- Calanques, Saint-Baume, Sainte-Victoire - Les 400 plus belles escalades et randonnées, Denoël.[3]

Foi ele o iniciador, com dois números, da colecção 100 mais belas corridas de montanha, conjunto de guias de montanha actualmente com 100 números.

## Distinções
Toda a expedição francesa ao Annapurna recebe em conjunto o Prix Guy Wildenstein